# Wohnplatz Hohen Viecheln

Lage

Der mesolithische Wohnplatz Hohen Viecheln im Landkreis Nordwestmecklenburg in Mecklenburg-Vorpommern liegt am Nordwestufer des Schweriner Sees in der Gemeinde Hohen Viecheln. Der Wohnplatz stammt von 6500 bis 5500 v. Chr. und gehört zu den bedeutendsten Fundstellen für die späte Mittelsteinzeit in Nordeuropa. 

## Datierung
Die Datierung des Fundplatzes ist umstritten. Die Palynologie spricht für eine erste Belegung im Präboreal. Die gefundene Hirschmaske zeigt große Ähnlichkeit zu Rothirschschädeln des Frühmesolithikums, die als antler frontlets von Star Carr sowie als Hirschgeweihmasken von Bedburg-Königshoven, von Berlin-Biesdorf und Plau bekannt geworden sind. Diese Artefakte treten vermehrt im präborealen Frühmesolithikum auf (Quelle: Terberger/Piek 1998).
Eine nicht umfassend veröffentlichte Nachgrabung hat gezeigt, dass der Fundplatz bis zur vier mächtige Horizonte aufweist, denen das geborgene Fundmaterial jedoch nicht mehr eindeutig zugeordnet werden kann (Quelle: Schacht 1996).

## Funde
In nahezu ungestörten Schichten wurde Material der Maglemose-Kultur geborgen. Zu den umfangreichen Feuersteinfunden zählen Kern- und Scheibenbeile mit Querschäftung und Zwischenfutter, Mikrolithen, Schaber und Stichel. Zahlreiche Objekte aus Geweih, Holz und Knochen (darunter auch 316 Knochenspitzen), sowie aus Rinde oder Bast wurden gefunden. Aus Rothirschschädeln wurden Masken hergestellt. Auf den Knochen- und Geweihgeräten finden sich Grübchen, eingeritzte Linien, Linien mit angesetzten Kerben, Kerbschnitte, parallele Kurzstriche, Winkel, Zick-Zack-Muster und andere zu mehr oder weniger geometrischen Mustern kombinierte Verzierungen. 
Ernährungsgrundlage war, da die Herdentiere nach Norden abgezogen waren, die Jagd auf Standwild, vor allem Hirsch, Reh und Wildschwein, dazu Auerochse, Biber, Braunbär, Elch, Fischotter, Hase und Wildpferd. Auch größere Wasservögel (Kormorane) wurden gejagt. Jagdwaffen waren die Spitzen der Duvensee-Gruppe sowie Pfeil und Bogen. Der Fischfang, sonst im Mesolithikum prägend, war weniger ausgeprägt. Fischfanggeräte waren die Angel, der Fischspeer und Netze mit Netzschwimmern aus Birkenrinde. Das Sammeln pflanzlicher Nahrung ergänzte den Speiseplan.